# Liste des voies du 4e arrondissement de Lyon

La liste des voies du 4e arrondissement de Lyon présente les différentes rues, quais, passages, montées et impasses du 4e arrondissement de la ville de Lyon, chef-lieu du département du Rhône et de la région Auvergne-Rhône-Alpes, en France.
- Haut – A
- B
- C
- D
- E
- F
- G
- H
- I
- J
- K
- L
- M
- N
- O
- P
- Q
- R
- S
- T
- U
- V
- W
- X
- Y
- Z

## A
- Rue des Actionnaires
- Place Adrien-Godien
- Rue Aimé-Boussange
- Impasse Ancel
- Rue André-Bonin
- Impasse André-Chénier
- Rue Anselme
- Rue Artaud
- Rue d'Austerlitz

## B
- Rue Barodet
- Rue de Belfort
- Place Bellevue
- Rue Bély
- Impasse Berger
- Place Bertone
- Avenue de Birmingham
- Rue Bleton
- Rue du Bois-de-la-Caille
- Montée Bonafous
- Rue Bony
- Rue Bouchon
- Montée de la Boucle
- Montée du Boulevard
- Rue Bournes
- Impasse Brunet

## C
- Avenue Cabias
- Rue Calas
- Place Camille-Flammarion
- Boulevard des Canuts
- Impasse des Chalets
- Rue du Chariot-d'Or
- Rue Chazière
- Rue du Chemin-Vert
- Rue Claude-Joseph-Bonnet
- Passage Claude-Louis-Perret
- Rue Claudius-Linossier
- Pont Clemenceau
- Rue Clos-Savaron
- Place du Commandant-Arnaud
- Rue de la Corniche
- Place de la Croix-de-Bois
- Boulevard de la Croix-Rousse
- Place de la Croix-Rousse
- Grande rue de la Croix-Rousse
- Rue de Cuire
- Passage Cuzin

## D
- Rue Dangon
- Rue Deleuvre
- Rue Denfert-Rochereau
- Impasse Devic
- Impasse Dubois
- Rue Dumenge
- Passage Dumont
- Rue Dumont
- Rue Dumont-d'Urville
- Rue Duviard

## E
- Place Édouard-Charret
- Place Édouard-Millaud
- Rue Édouard-Millaud
- Place Émile-Chanel
- Rue des Entrepôts
- Montée des Esses
- Rue Eugène-Pons

## F
- Rue Falcon
- Rue de la Fontaine

## G
- Montée Georges-Kubler
- Impasse Gigodot
- Rue Gigodot
- Passage des Gloriettes
- Impasse Gord
- Rue Grataloup
- Espace Guignol
- Passage Guillermier
- Rue Guitton
- Chemin du Gymnase

## H
- Rue Hénon
- Rue Henri-Chevalier
- Rue Henri-Ferré
- Rue Henri-Gorjus
- Rue Henri-Lachieze-Rey
- Cours d'Herbouville
- Rue Hermann-Sabran
- Montée Hoche

## I
- Rue d'Isly
- Rue d'Ivry

## J
- Rue Jacquard
- Rue Janin
- Rue Jean-Jullien
- Rue Jean-Revel
- Rue Jeanne-Marie-Célu
- Rue Jérôme-Dulaar
- Place Joannès-Ambre
- Quai Joseph-Gillet
- Rue Joséphin-Soulary
- Rue Justin-Godart

## L
- Passage Lamure
- Rue Lebrun
- Impasse Léopold-Dupeyroux
- Impasse de la Loge
- Rue Louis-Pize
- Rue Louis-Thévenet

## M
- Rue du Mail
- Rue Marie-Henriette
- Passerelle Masaryk
- Rue Mascrany

## N
- Rue Niepce
- Rue de Nuits

## P
- Rue Pailleron
- Rue du Pavillon
- Rue Pelletier
- Rue Pernon
- Rue Perrod
- Rue Pétrus-Sambardier
- Rue Philibert-Roussy
- Rue Philippe-de-Lassalle
- Rue Philippeville
- Place Picard
- Rue Pillement
- Rue de la Poudrière
- Rue Professeur-Maurice-Vallas

## R
- Montée Rater
- Rue Ribot
- Passage Richan
- Rue Richan
- Allée Ringuet
- Pont Robert-Schuman
- Rue Rosset
- Rue Ruplinger

## S
- Rue Saint-Dié
- Rue Saint-Eucher
- Place Saint-Jacques
- Place de Serin

## T
- Place Tabareau
- Rue Tabareau
- Impasse des Tapis
- Place des Tapis
- Rue de la Tour-du-Pin
- Rue des Trois-Enfants

## V
- Chemin du Vallon
- Rue Valentin-Couturier
- Chemin Vert
- Impasse Viard
- Rue Victor-Fort
- Rue Villeneuve

## W
- Pont Winston-Churchill

## Y
- Impasse d'Ypres
- Rue d'Ypres